# Amaliada
Amaliada (grec: Αμαλιάδα, Katharevousa: Ἀμαλιάς, Amalias) és una ciutat i un antic municipi al nord-oest d'Èlida, Grècia Occidental, Grècia. Des de la reforma del govern local de 2011 és part de la municipalitat Ilida, de la qual forma la seu i una unitat municipal. El 2001, la unitat municipal tenia 32.090 habitants, dels quals 18.261 vivien a la ciutat d'Amaliada. És a prop de la zona arqueològica d'Elis, la ciutat estat el territori de la qual es van celebrar els antics Jocs Olímpics. Està situada a les planes d'Elis, a 6 km del mar Jònic. Es troba a 10 km al sud-est de Gastouni, a 16 km al nord-oest de Pyrgos i 60 km al sud-oest de Patres.
Amaliada va ser anomena per de la reina Amalia de Grècia en la dècada de 1830, i es va formar mitjançant la fusió de dos municipis, Kalitsa i Dervi Tselepi.